# Owusu Kwabena
Owusu Kwabena (Accra, 18 giugno 1997) è un calciatore ghanese, attaccante dell'Ankaragücü in prestito dal Ferencváros.

## Carriera

### Club
Arriva in Spagna nel 2016, tesserato in prestito dal Toledo; dopo una buona stagione a livello individuale, il 23 agosto 2017 firma un quinquennale con il Leganés. Ceduto subito a titolo temporaneo al Real Oviedo, dopo una prima parte di campionato trascorsa ai margini della rosa, il 3 gennaio 2018 si trasferisce al Cartagena. Il 24 luglio passa, sempre in prestito, al Salamanca UDS.

### Nazionale
Convocato con la nazionale ghanese per la Coppa d'Africa 2019, il 15 giugno esordisce con le Black Stars, nell’amichevole pareggiata per 0-0 contro il Sudafrica.

## Statistiche

### Presenze e reti nei club
Statistiche aggiornate al 15 giugno 2019.
| Stagione        | Squadra         | Campionato      | Campionato | Campionato | Coppe nazionali | Coppe nazionali | Coppe nazionali | Coppe continentali | Coppe continentali | Coppe continentali | Altre coppe | Altre coppe | Altre coppe | Totale | Totale | Totale |
| Stagione        | Squadra         | Comp            | Pres       | Reti       | Comp            | Pres            | Reti            | Comp               | Pres               | Reti               | Comp        | Pres        | Reti        | Pres   | Reti   |        |
| --------------- | --------------- | --------------- | ---------- | ---------- | --------------- | --------------- | --------------- | ------------------ | ------------------ | ------------------ | ----------- | ----------- | ----------- | ------ | ------ | ------ |
| 2016-2017       | Toledo          | SDB             | 32+2       | 8          | CR              | 4               | 2               | -                  | -                  | -                  | -           | -           | -           | 38     | 10     |        |
| 2017-gen. 2018  | Real Oviedo     | SD              | 8          | 0          | CR              | 0               | 0               | -                  | -                  | -                  | -           | -           | -           | 8      | 0      |        |
| gen.-giu. 2018  | FC Cartagena    | SDB             | 15+5       | 1          | CR              | -               | -               | -                  | -                  | -                  | -           | -           | -           | 20     | 1      |        |
| 2018-2019       | Salamanca       | SDB             | 25         | 10         | -               | -               | -               | -                  | -                  | -                  | -           | -           | -           | 25     | 10     |        |
| Totale carriera | Totale carriera | Totale carriera | 80+7       | 19         |                 | 4               | 2               |                    | -                  | -                  |             | -           | -           | 91     | 21     |        |

### Cronologia presenze e reti in nazionale
| Cronologia completa delle presenze e delle reti in nazionale ― Ghana | Cronologia completa delle presenze e delle reti in nazionale ― Ghana | Cronologia completa delle presenze e delle reti in nazionale ― Ghana | Cronologia completa delle presenze e delle reti in nazionale ― Ghana | Cronologia completa delle presenze e delle reti in nazionale ― Ghana | Cronologia completa delle presenze e delle reti in nazionale ― Ghana | Cronologia completa delle presenze e delle reti in nazionale ― Ghana | Cronologia completa delle presenze e delle reti in nazionale ― Ghana |
| Data                                                                 | Città                                                                | In casa                                                              | Risultato                                                            | Ospiti                                                               | Competizione                                                         | Reti                                                                 | Note                                                                 |
| -------------------------------------------------------------------- | -------------------------------------------------------------------- | -------------------------------------------------------------------- | -------------------------------------------------------------------- | -------------------------------------------------------------------- | -------------------------------------------------------------------- | -------------------------------------------------------------------- | -------------------------------------------------------------------- |
| 9-6-2019                                                             | Accra                                                                | Ghana                                                                | 0 – 1                                                                | Namibia                                                              | Amichevole                                                           | -                                                                    | 46’                                                                  |
| 15-6-2019                                                            | Dubai                                                                | Ghana                                                                | 0 – 0                                                                | Sudafrica                                                            | Amichevole                                                           | -                                                                    | 46’                                                                  |
| 29-6-2019                                                            | Ismailia                                                             | Camerun                                                              | 0 – 0                                                                | Ghana                                                                | Coppa d'Africa 2019 - 1º turno                                       | -                                                                    | 87’                                                                  |
| 2-7-2019                                                             | Suez                                                                 | Guinea-Bissau                                                        | 0 – 2                                                                | Ghana                                                                | Coppa d'Africa 2019 - 1º turno                                       | -                                                                    | 66’                                                                  |
| 8-7-2019                                                             | Ismailia                                                             | Ghana                                                                | 1 – 1 dts (4 – 5 dtr)                                                | Tunisia                                                              | Coppa d'Africa 2019 - Ottavi di finale                               | -                                                                    | 108’                                                                 |
| Totale                                                               |                                                                      | Presenze                                                             | 5                                                                    |                                                                      | Reti                                                                 | 0                                                                    |                                                                      |

## Palmarès

### Club

#### Competizioni nazionali
- Campionato ungherese: 1

Ferencváros: 2023-2024